# Jiří Řanda
Jiří Řanda (24. dubna 1914 v Praze - 13. února 1942 v KT Mauthausen) byl za protektorátu aktivní v protiněmeckém domácím odboji. Patřil do skupiny lidí zajišťujících ilegální agenturní rádiové spojení s Londýnem a Moskvou. Jednalo se o skupinu spolupracovníků soustředěných kolem profesora Vladimíra Krajiny a sovětského zpravodajského rezidenta majora letectva RNDr. Josefa Jedličky.

## Stručný životopis
Jiří Řanda byl povoláním elektrotechnik. Byl ženatý s Viktorií Řandovou (rozenou Krusákovou); za protektorátu bydlel na adrese: Poupětova (německy: Poupě-Gasse) 1128/22, 170 00 Praha 7 - Holešovice. Z jeho bytu na této adrese v roce 1941 několikrát vysílala radiostanice Sparta Ic. Radiotelgrafista Jiří Řanda byl náruživým trampem - (majitelem chaty „Na Librajdě“) členem trampské osady Silver Foxes  u Libřice (osadní klub poblíž Davle u Prahy). Po zatčení gestapem (datum a místo zatčení Jiřího Řandy není známo) byl krátce vězněn na Pankráci v cele číslo 7 v přízemí německého oddělení (spolu s plukovníkem Josefem Churavým). Dne 19. ledna 1942 byl v nepřítomnosti odsouzen německým stanným soudem v Praze k trestu smrti. Poté byl 6. února 1942 převezen do koncentračního tábora Mauthausen a v pátek 13. února 1942 v 15.28  byl zde (spolu s dalšími deseti Čechy) popraven.
"Trávím dny v cele číslo 7 v přízemí německého oddělení. Nejdříve jsem byl sám, pak mi dali na pomoc pana Springra z Hlubočep číslo 119, ale za 13 ho někam odeslali, snad k soudu. Od 15. listopadu je tu se mnou pan Řanda, který za mne uklízí celu, neboť sám se nemohu dosud moc ohýbat. Připojuje také dopis a prosí, abyste jej odevzdali jeho paní matce ve Vršovicích podle adresy. Jen ať neříká nikomu nic o něm a rozhodně nic o Vás."
Josef Churavý, Moták (Pankrác 4. ledna 1942), 
"Zatím na Pankráci zavolali mého společníka Řandu do kanceláře, dali mu udělat balíček s věcmi domů a řekli mu, že v pátek odjede s transportem. Byl z toho chudák celý zdrcen, ovšem i mě bylo večer krušno, když jsem se to dozvěděl. V pátek ráno v 5 hodin musel nastoupit a brzy je odvedli na dráhu. Jeli asi do Německa. Moc mě prosil, abych napsal jeho rodině, protože mu už zbyl čas na několik řádek toho nejnutnějšího. Tak jsem tady zase osiřel. Byli jsme spolu téměř 12 neděl a zvykli jsme si na sebe."
Josef Churavý, Moták (Pankrác 10. února 1942), 

## Historický dovětek
V pátek dne 13. února 1942 bylo v KT Mauthausen popraveno celkem jedenáct Čechů. Jednalo se o vůbec první takovouto hromadnou popravu Čechů v tomto koncentračním táboře. Všech jedenáct obětí bylo (za značných bolestí) přesně v tříminutových intervalech postupně usmrcováno vpichem benzinové injekce do srdeční krajiny. Jejich těla byla následně zpopelněna v krematoriu uvnitř koncentračního tábora. Jejich popel byl poté vynesen v sudech a nepietně vysypán z náspu do prostoru mimo koncentrační tábor.
Zde je chronologický seznam popravených Čechů:
- 15.10: Radiotelegrafista František Chyba (ve věku 27 let) z Prahy - Radotína; (v knize zemřelých uveden pod pořadovým číslem 101); (vězeňské registrační číslo 5812)
- 15.13: Radiotelegrafista Jindřich Fröde (ve věku 41 let) z Přelouče; (vězeňské registrační číslo 5792)
- 15.16: Otakar Batlička (ve věku 46 let); (v knize zemřelých uveden pod pořadovým číslem 103); (vězeňské registrační číslo 5817)
- 15.19: Zahradník Jaroslav Toufar (ve věku 38 let); (vězeňské registrační číslo 5811)
- 15.22: Klempíř Josef Rozum (ve věku 67 let) z Prahy-Bubenče; (ukrýval profesora Vladimíra Krajinu a majora letectva RNDr. Josefa Jedličku); (v knize zemřelých uveden pod pořadovým číslem 105)
- 15.25: Student Miroslav Prokop (ve věku 21 let) z Prahy - Jinonic; (vězeňské registrační číslo 5798)
- 15.28: Radiotelegrafista Jiří Řanda (ve věku 27 let) z Prahy - Holešovic; (v knize zemřelých uveden pod pořadovým číslem 107)[4]
- 15.31: Ing. Jaroslav Kleiner (ve věku 37 let); (vězeňské registrační číslo 5805)
- 15.34: Antonín Springer (ve věku 31 let) - čalounický mistr v dílnách barrandovských filmových ateliérů; (v knize zemřelých uveden pod pořadovým číslem 109)
- 15.37: Ludvík Stříbrský (ve věku 35 let); (vězeňské registrační číslo 5797)
- 15.40: Univerzitní profesor Radim Nováček (ve věku 36 let); (spolu s profesorem Vladimírem Krajinou vybudoval první fungující radiové spojení s Londýnem); (v knize zemřelých uveden pod pořadovým číslem 111); (vězeňské registrační číslo 5809).

11 obětí v KT Mauthausen (pátek 13. února 1942)
František Chyba
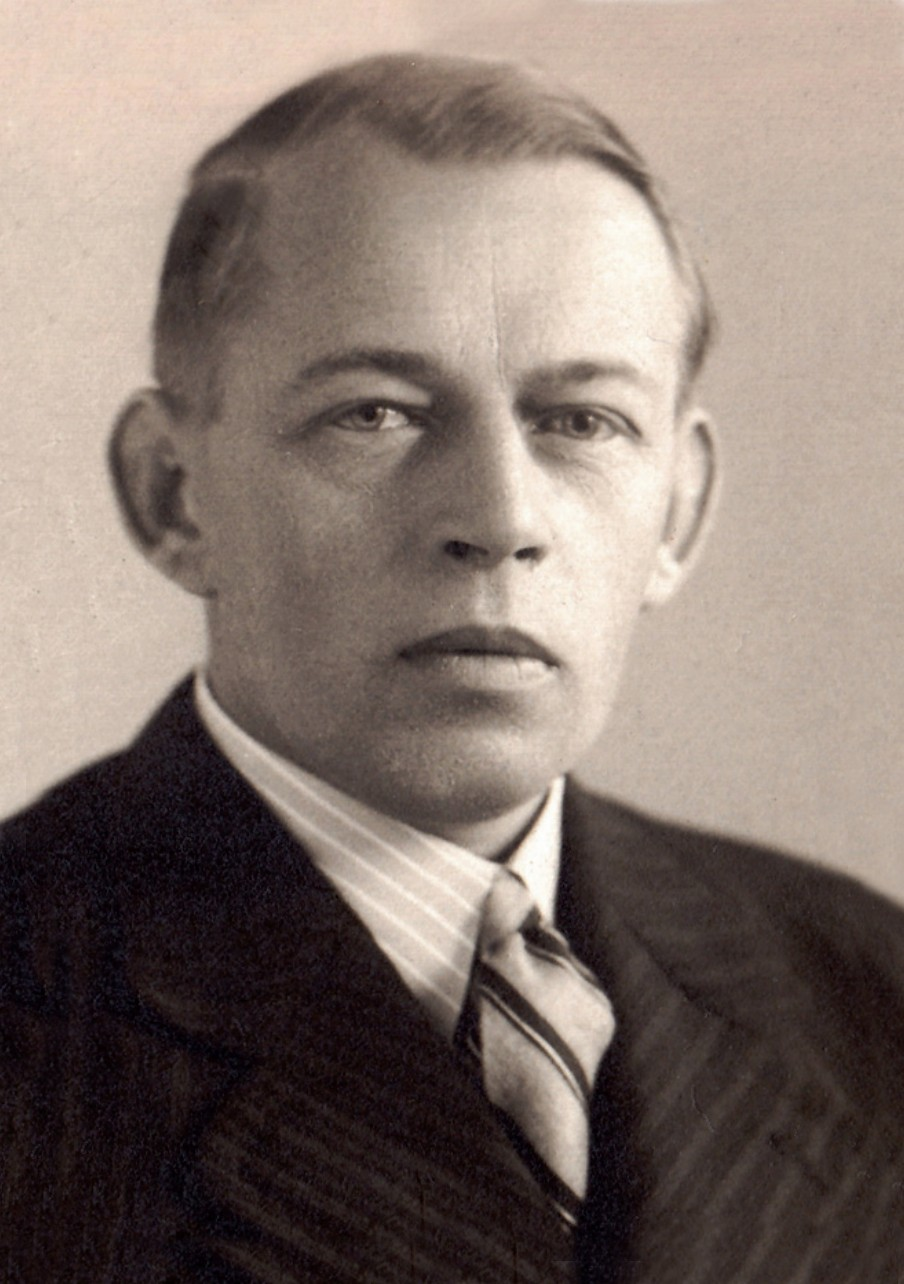
Jindřich Fröde
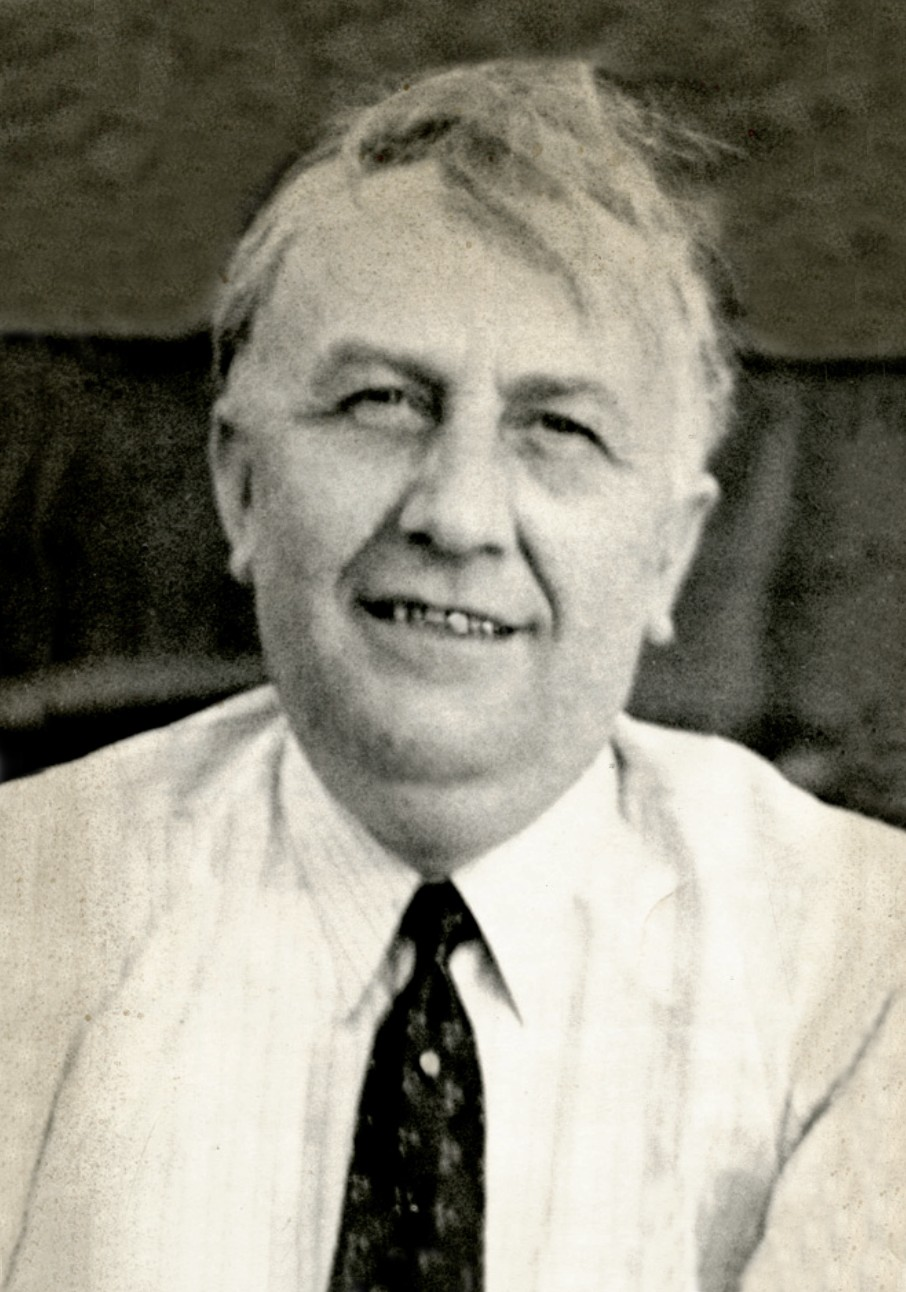
Otakar Batlička
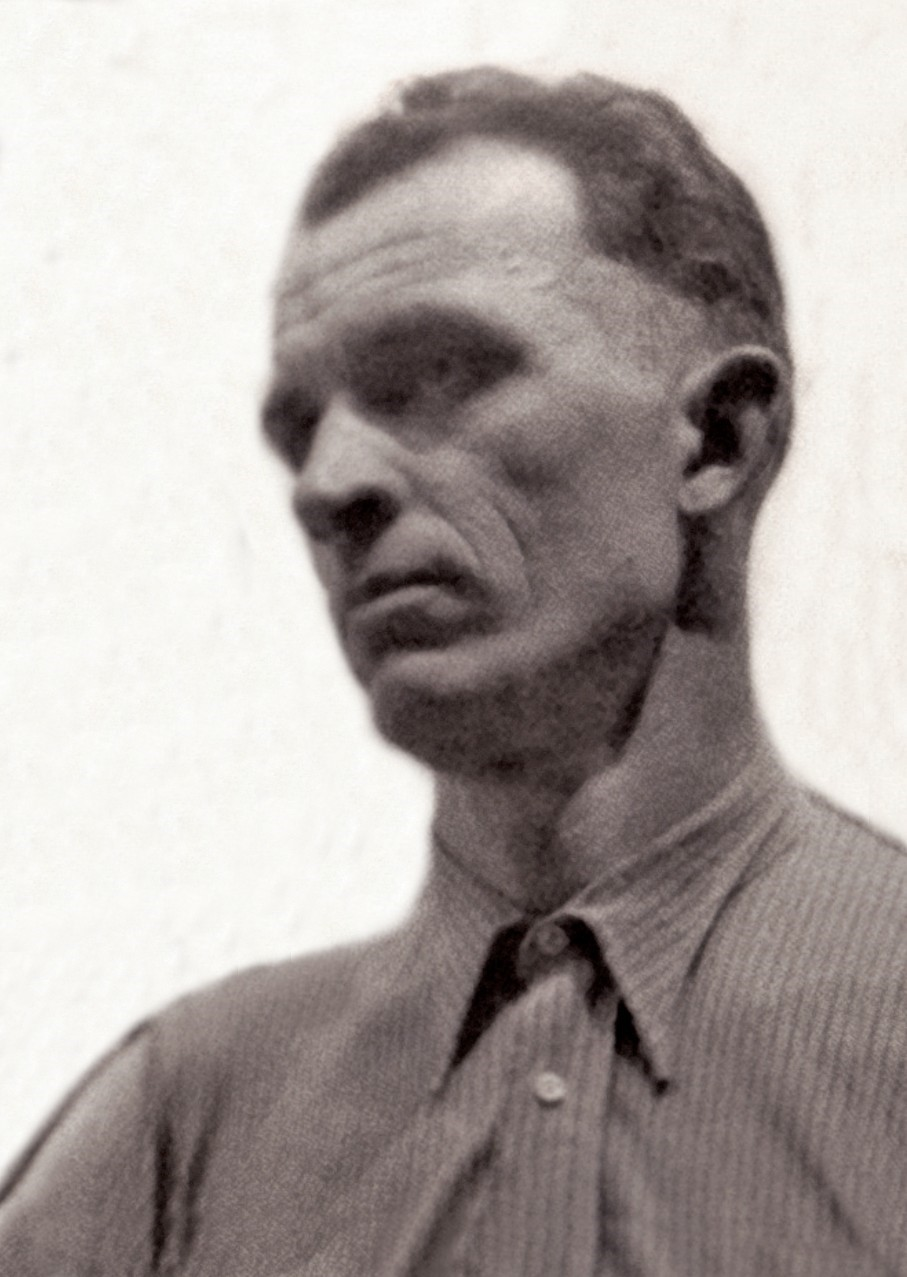
Jaroslav Toufar
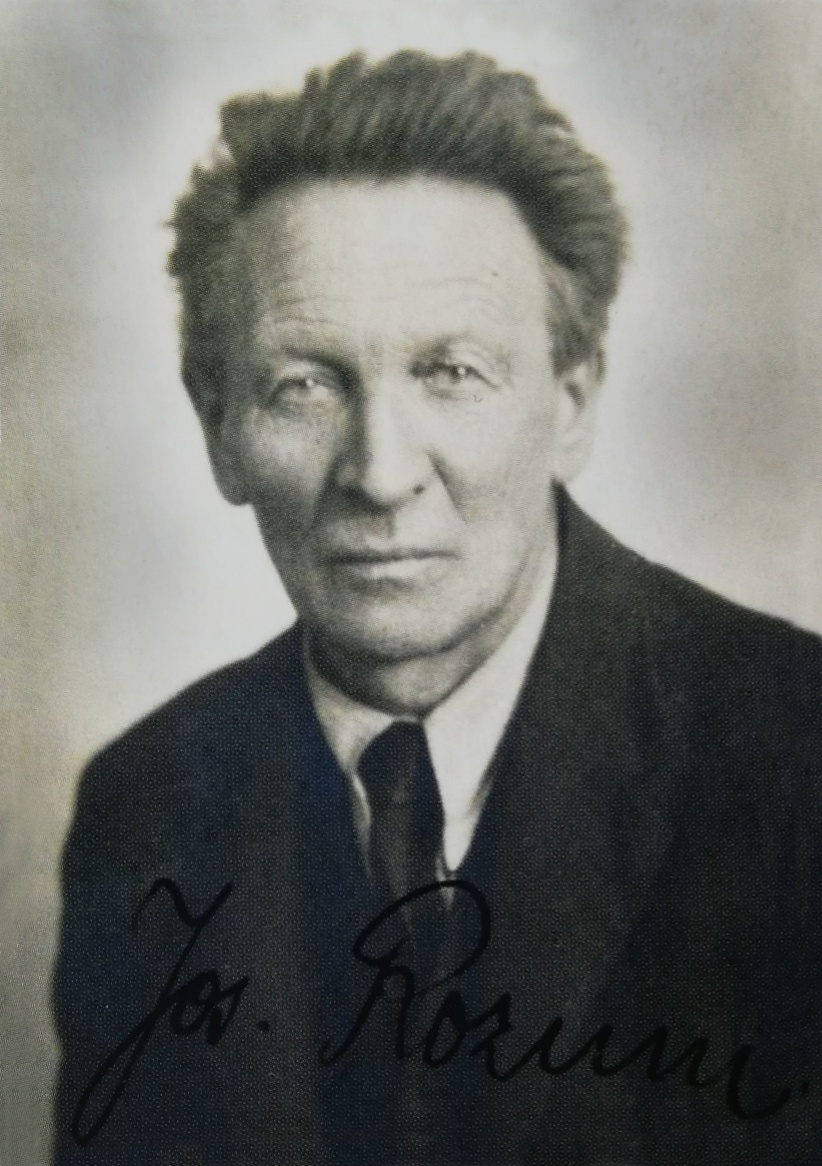
Josef Rozum
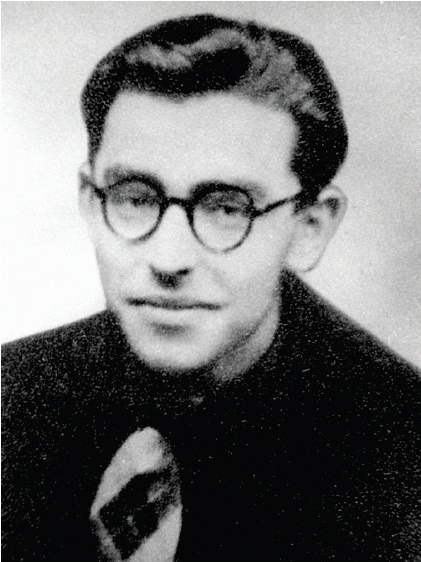
Miroslav Prokop
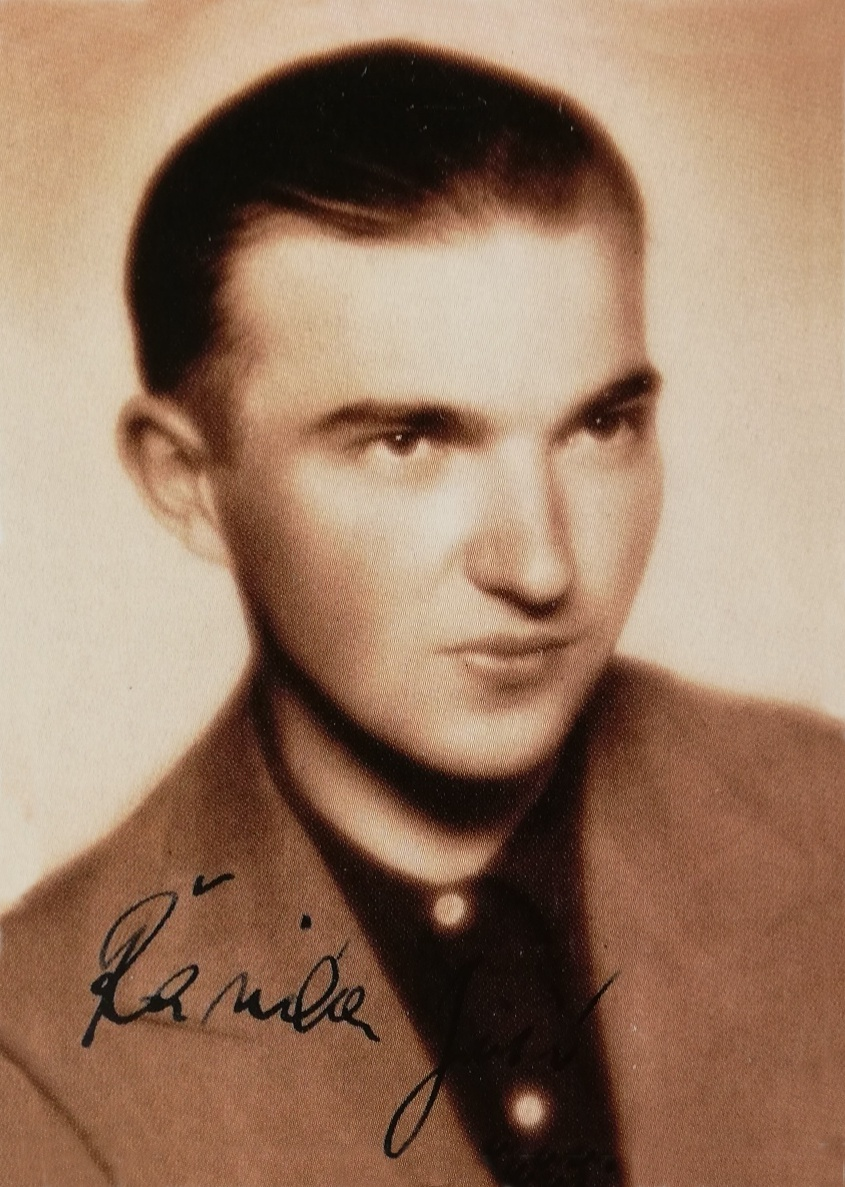
Jiří Řanda
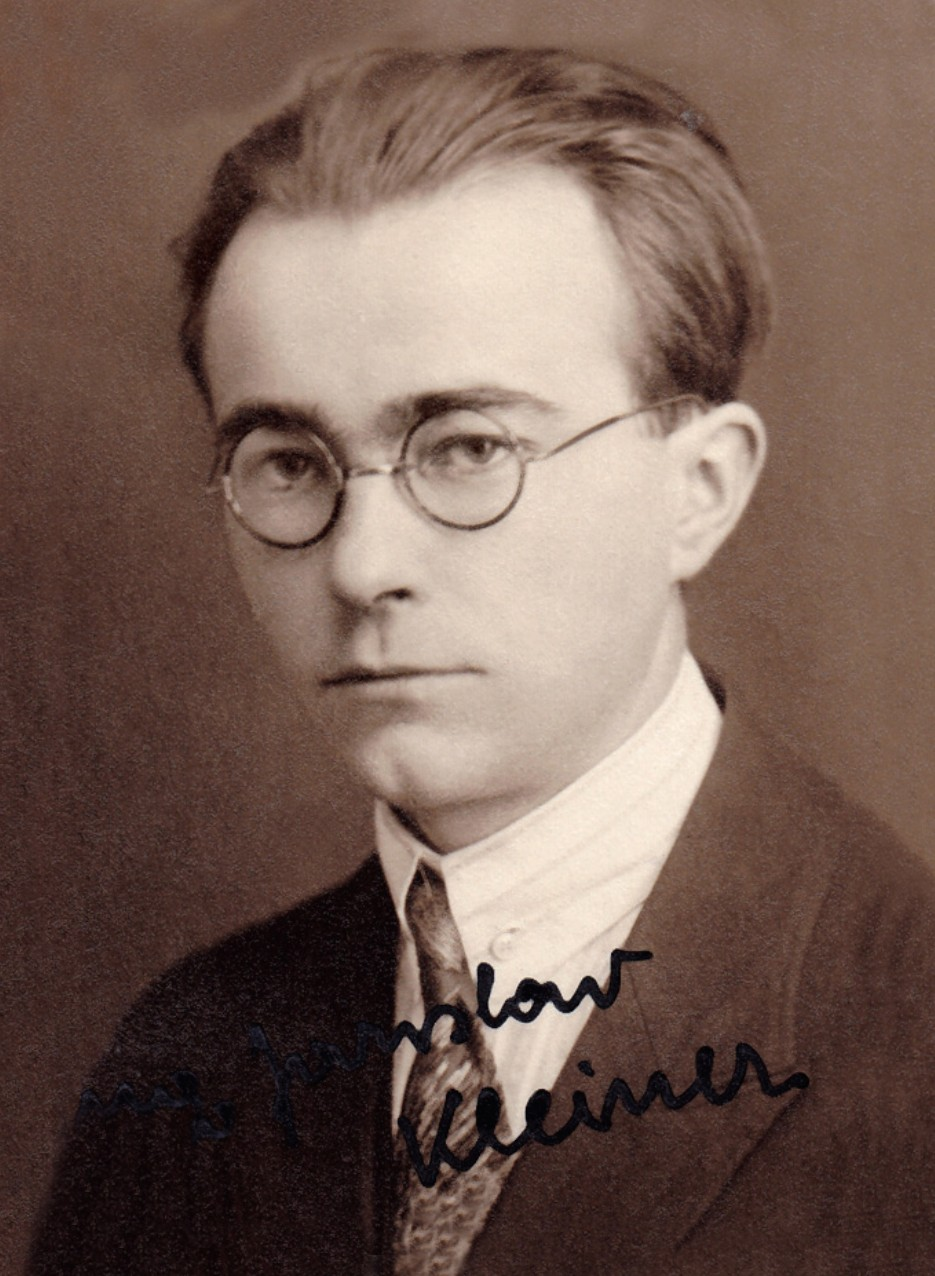
Jaroslav Kleiner
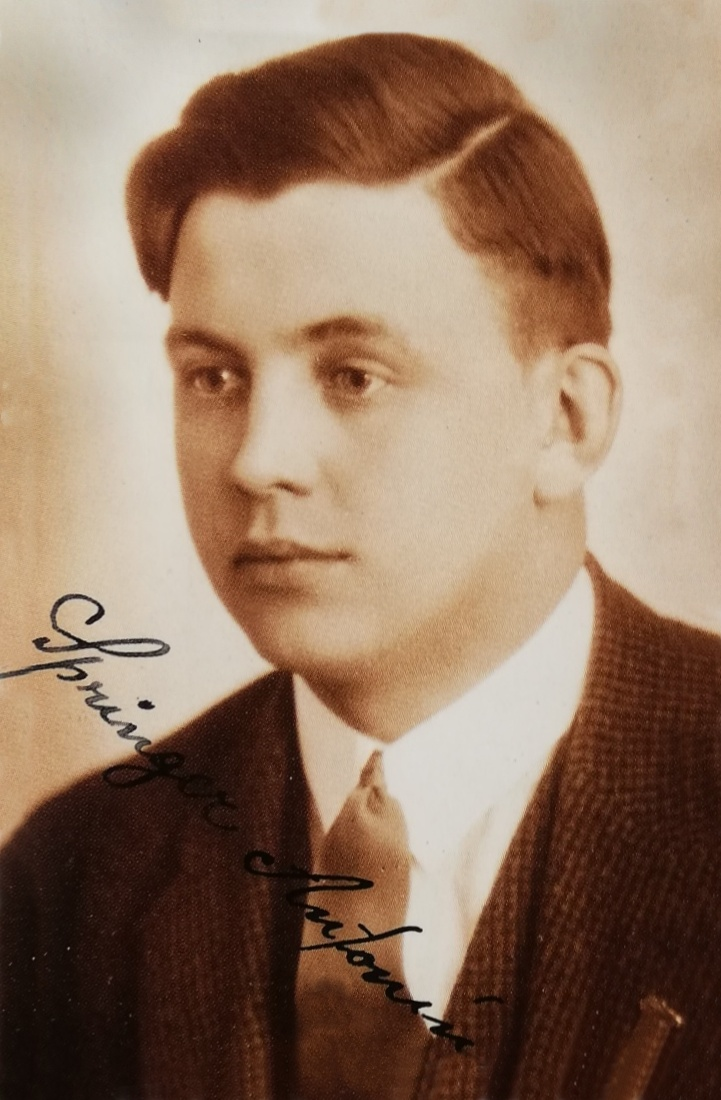
Antonín Springer
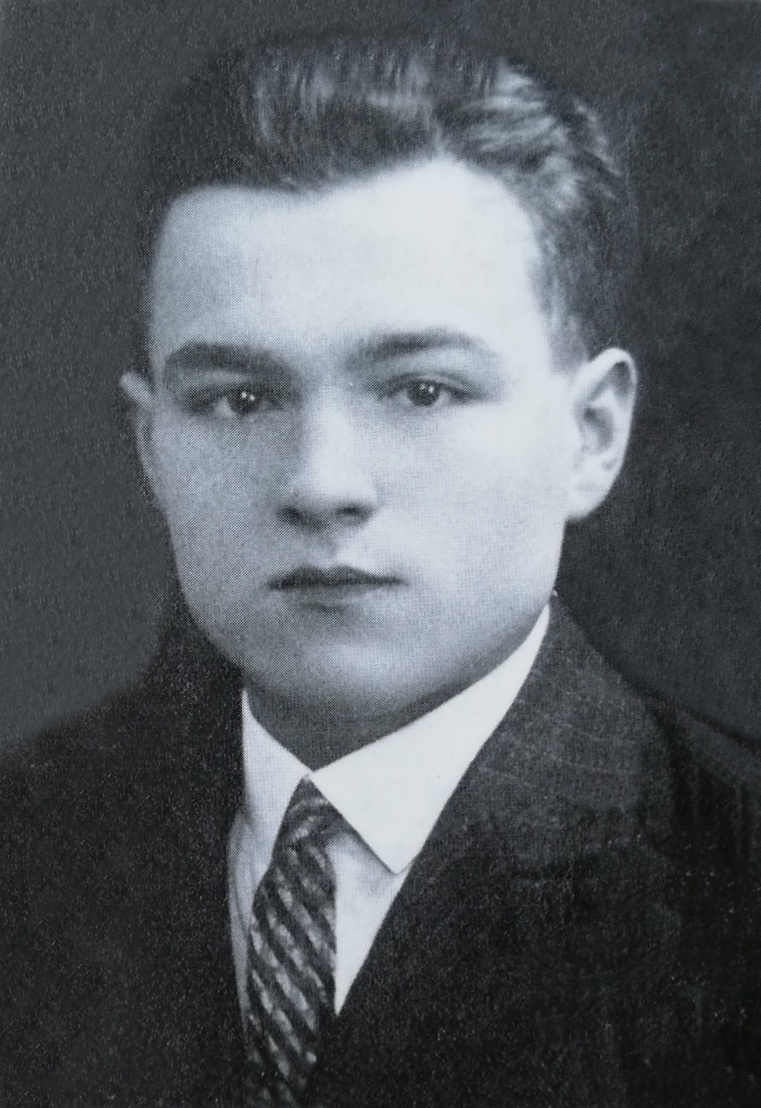
Ludvík Stříbrský
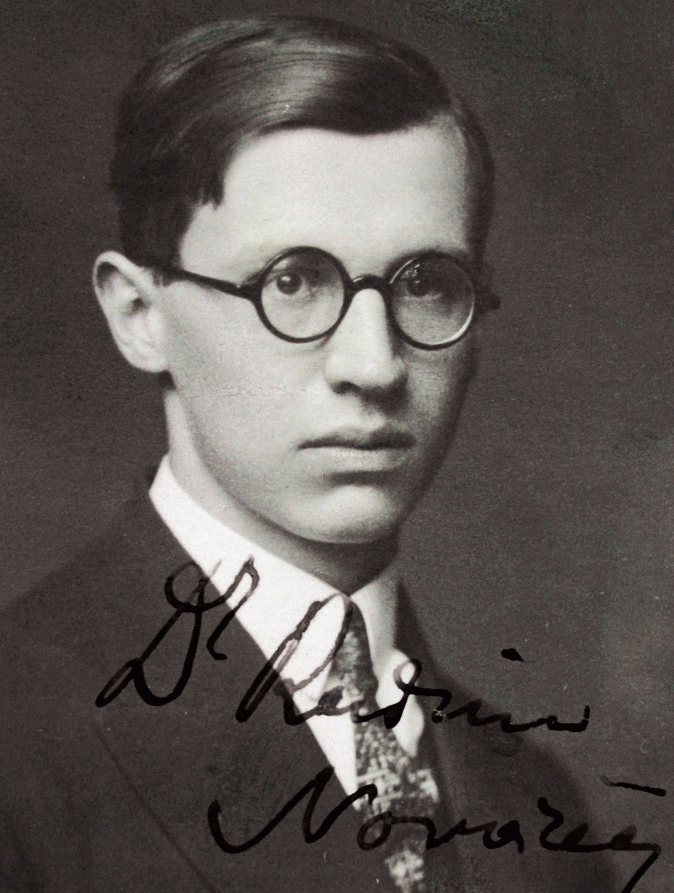
Radim Nováček